# 愛爾蘭威士忌

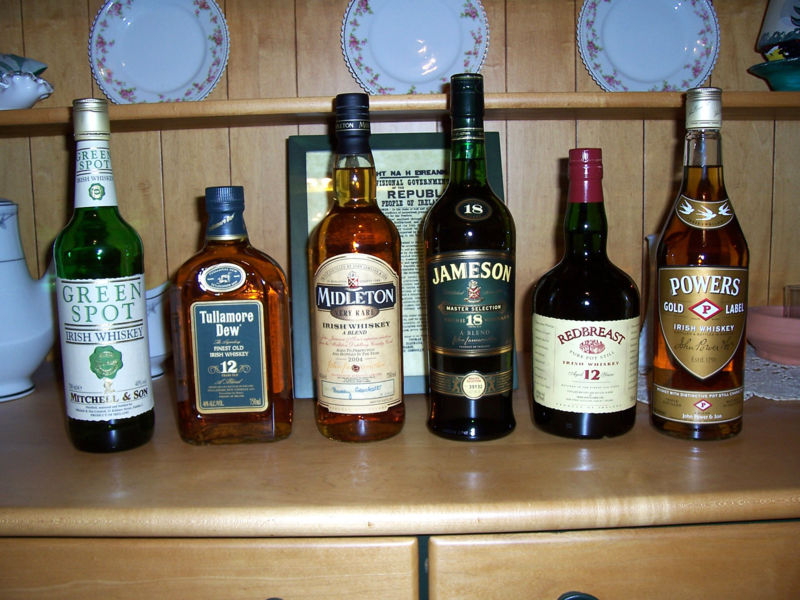
爱尔兰威士忌

愛爾蘭威士忌（英語：Irish Whiskey）是一種只在愛爾蘭地區生產，以大麥芽與穀物為原料經過蒸餾所製造的威士忌。
愛爾蘭可以說是威士忌的發源地，最早是從修道院裡流傳到民間的蒸餾術，在英王亨利八世宣佈開始課徵重稅之前，一度曾是愛爾蘭毎個山野鄉林必備的民生工業。愛爾蘭威士忌比它優秀的蘇格蘭後繼更早在英格蘭地區流行，但因為該地區的經濟衰退與重稅政策的打擊，大部分的愛爾蘭蒸餾廠都必須靠不斷的合併維持命脈，以致於能存活至今的所剩無幾且多數由外國企業把持。
在製作材料上愛爾蘭威士忌與它隔鄰的蘇格蘭威士忌差異並不大，一樣是用發芽的大麥為原料，使用壺式蒸餾器三次蒸餾，並且依法在橡木桶中陳年三年以上的麥芽威士忌，再加上由未發芽大麥、小麥與裸麥，經連續蒸餾所製造出的穀物威士忌，進一步調合而成。然而愛爾蘭式的做法與蘇格蘭有兩個比較關鍵的差異，第一是愛爾蘭威士忌也使用燕麥作為原料，第二是愛爾蘭威士忌在製造過程中幾乎不會使用泥炭作為烘烤麥芽時的燃料。
除了產量較大的「調和式愛爾蘭威士忌」外，也有少量獨立裝瓶出售的「愛爾蘭單一麥芽威士忌」存在。
大部分的愛爾蘭威士忌都有其在蘇格蘭威士忌裡面的對等產品，唯一的例外是一種叫「純壺式蒸餾威士忌」（Pure Pot Still Whiskey）的酒款。這種威士忌同時使用已發芽與未發芽的大麥作為原料，100%在壺式蒸餾器裡面製造，相對於蘇格蘭的純麥芽威士忌，使用未發芽的大麥做原料帶給愛爾蘭威士忌較為青澀、辛辣的口感。
純壺式蒸餾威士忌可以獨立裝瓶出售，也可以與麥芽威士忌調和，通常調和式的愛爾蘭威士忌並不會特別標明其基底是使用穀物威士忌還是純壺式蒸餾威士忌。